# Eliodoro Camacho
Pour les articles homonymes, voir Camacho.
Eliodoro Camacho (1831-1899) est un homme politique bolivien. Fondateur du Parti Libéral, il épouse progressivement les nouvelles idées de son temps, incluant la liberté de culte, la stricte séparation de l'Église et de l'État, l'acceptation du mariage civil et du divorce, et l'adhésion stricte aux procédures démocratiques. Le Parti Libéral est face à un Parti Constitutionnel, conservateur et clérical, favorable à « l'ordre établi par la loi sociale du christianisme».
L'émergence de ces deux partis est importante dans l'histoire de la Bolivie : c'est la première fois que l'on voit des groupes politiques fondés sur des principes et des programmes.
Il participe en tant qu'officier à la guerre du pacifique contre le Chili. Il y côtoie Nataniel Aguirre. Comme lui, il est partisan de continuer la guerre contre le Chili, malgré les premières batailles désastreuses. Mais le Parti Libéral reste encore minoritaire. Il se présente à la présidence à trois reprises sans succès (1884, 1888 et 1892).
La Province d'Eliodoro Camacho est une province de Bolivie nommée en son honneur.